# A Satisfied Mind
A Satisfied Mind – piosenka nagrana przez Boba Dylana w lutym 1980 r., wydana na albumie Saved w czerwcu 1980 r. oraz jako strona B singla. Jest to utwór skomponowany przez J.H. "Red" Hayesa i Jacka Rhodesa.

## Historia i charakter utworu
Utwór ten został nagrany w Muscle Shoals Sound Studio w Sheffield w Alabamie 12 lutego 1980 r. Była to druga sesja nagraniowa tego albumu. Producentem sesji byli Jerry Wexler i Barry Beckett.
Piosenka ta jest klasycznym już gospelowym utworem w stylu country & Western i została nagrana w ciągu prawie 50 lat przez kilkudziesięciu artystów. Była to pierwsza piosenka cudzego autorstwa, którą Dylan nagrał od czasu jednej z najgorszych płyt w swojej karierze - albumu Self Portrait z 1970.
O obu twórcach tego standardu istnieje niezwykle mało informacji, mimo tego, iż Jack Rhodes (właśc. Andrew Jackson Rhodes) został wprowadzony do Nashville's Songwriters Hall of Fame i jest autorem taki słynnych piosenek country jako "Beautiful Lies", "Conscience Guilty", "Too Young to Settle Down", "Hangin' On to What I've Got" i "Silver Threads and Golden Needles". W wydanej w 1973 r. książce Country Music People J.H. "Red" Hayes wypowiada się na temat powstania "A Satisfied Mind":
| Ta piosenka pochodzi od mojej matki. Wszystko w piosence to rzeczy, które słyszałem jak mówiła przez wiele lat (...). Pewnego dnia mój ojczym spytał mnie jak myślę, kto jest najbogatszym człowiekiem na świecie, i ja wymieniłem kilka nazwisk. A on powiedział: "Mylisz się, to jest człowiek z zaspokojonym umysłem". |

.
Dylan znał tę piosenkę już bardzo wcześnie i latem 1961 r. nawet ćwiczył jej wykonywanie. Dość improwizowana wersja utworu przedstawiona została jako wprowadzenie do albumu Saved i stąd rozwinęła się jej albumowa wersja.
Co ciekawe, Dylan nie wykonał tej piosenki podczas żadnego z gospelowych tournée w latach 1979 – 1981 r. Ostatecznie wykonał ją raz w 1999 r.

## Muzycy
Sesja 2
- Bob Dylan – wokal, gitara
- Fred Tackett – gitara
- Spooner Oldham - organy
- Tim Drummond – gitara basowa
- Jim Keltner – perkusja
- Terry Young - fortepian
- Clydie King, Regina Havis, Mona Lisa Young - chórki

## Dyskografia
Albumy
- Saved (1980)

## Wykonania piosenki przez innych artystów
- Porter Wagoner – singel (1955); album Thin Man from West Plains (1989)
- Red Foley i Betty Foley - singel (1966); album Red Foley Story (1964)
- Jean Shepard - singel (1955)
- Ella Fitzgerald – The First Lady of Song (1955); singel (1955)
- Cowboy Copas - Opry Star Spotlight (1962)
- Joan Baez – Farewell, Angelina (1965); Satisfied Mind (1979)
- The Byrds – Turn! Turn! Turn! (1965)
- Glen Campbell – strona B singla "Can’t You See I’m Trying" (1966); album Big Bluegrass Special (1962)
- Ian and Sylvia – Play One More (1966)
- Bobby Hebb – singel (1966)
- The International Submarine Band - Safe at Home (1968)
- Goose Creek Symphony - Established 1970 (1970)
- Tim Hardin Bird on a Wire) (1971)
- Roy Drusky - singel (1973)
- John Martyn – Sunday’s Child (1975)
- Bryan Bowers - The View from Home (1977)
- David Allan Coe - Texas Moon (1977)
- Lucinda Williams – Ramblin’ (1978)
- Lindsey Buckingham – Law and Order (1981)
- Jonathan Richman - Jonathan Goes Country (1990)
- Mahalia Jackson – Gospels, Spirituals and Hymns (1991)
- The Walkabouts – Satisfied Mind] (1993)
- Jeff Buckley – Sketches (for My Sweetheart the Drunk) (1998)
- Eric Bibb – Spirit & the Blues (1999)
- Marty Stuart & His Fabulous Superlatives - Country Music (2003)
- Blind Boys of Alabama i Ben Harper – There Will Be a Light (2004)
- Johnny Cash – Kill Bill Vol 2 soundtrack (2004); American VI: Ain’t No Grave (2010)
- Daniel O’Donnell - Peace in the Valley (2009)
- Justin Vernon na albumie A Decade with Duke (2009)
- Rosanne Cash z Neko Case - The List (2009)
- Willie Nelson – Country Music (2010)
- Donna Loren - Love It Away (2010)
- My Bubba & Mi - How it's Done in Italy (2011)
- Kelly Keeling - Knollwood Drive